# Lista de deputados estaduais do Piauí da 13.ª legislatura
Esta é a lista de deputados estaduais do Piauí para a legislatura 1995–1999.

## Composição das bancadas
| Partido | Líder             | Bancada | Posição      |
| ------- | ----------------- | ------- | ------------ |
| PFL     | Robert Freitas    | 14 / 30 | Oposição     |
| PPR     | Adolfo Nunes      | 6 / 30  | Oposição     |
| PMDB    | Warton Santos     | 5 / 30  | Governo      |
| PT      | Wellington Dias   | 2 / 30  | Oposição     |
| PTB     | Pompílio Evaristo | 1 / 30  | Independente |
| PL      | Xavier Neto       | 1 / 30  | Independente |
| PSDB    | Wilson Martins    | 1 / 30  | Governo      |

## Deputados Estaduais
Foram eleitos trinta deputados estaduais.
| Número | Deputados estaduais eleitos | Partido | Votação | Percentual | Cidade onde nasceu   | Unidade federativa |
| 25138  | Robert Freitas              | PFL     | 27.566  | 3,09%      | José de Freitas      | Piauí              |
| 11111  | José Néri                   | PPR     | 26.045  | 2,92%      | Ipaumirim            | Ceará              |
| 11114  | Matias Melo                 | PPR     | 24.673  | 2,77%      | Parnaíba             | Piauí              |
| 25134  | Leal Júnior                 | PFL     | 23.669  | 2,65%      | Rio de Janeiro       | Rio de Janeiro     |
| 25117  | Ismar Marques               | PFL     | 23.276  | 2,61%      | Luzilândia           | Piauí              |
| 25114  | Fernando Monteiro           | PFL     | 23.242  | 2,61%      | Teresina             | Piauí              |
| 25115  | Francisco Martins           | PFL     | 22.503  | 2,52%      | Bertolínia           | Piauí              |
| 25130  | Moraes Souza                | PFL     | 22.413  | 2,51%      | Parnaíba             | Piauí              |
| 11110  | Adolfo Nunes                | PPR     | 21.216  | 2,38%      | Teresina             | Piauí              |
| 25112  | Wilson Brandão              | PFL     | 21.011  | 2,36%      | Rio de Janeiro       | Rio de Janeiro     |
| 14110  | Pompílio Evaristo           | PTB     | 20.452  | 2,29%      | São Miguel do Tapuio | Piauí              |
| 25123  | Juraci Leite                | PFL     | 19.946  | 2,24%      | Pedro II             | Piauí              |
| 25132  | Ferreira Neto               | PFL     | 19.884  | 2,23%      | São Raimundo Nonato  | Piauí              |
| 11115  | Luiz Menezes                | PPR     | 18.782  | 2,11%      | Piripiri             | Piauí              |
| 25135  | César Melo                  | PFL     | 18.088  | 2,03%      | Campo Maior          | Piauí              |
| 11117  | Eurimar Nunes               | PPR     | 17.893  | 2,01%      | Canto do Buriti      | Piauí              |
| 22111  | Xavier Neto                 | PL      | 17.498  | 1,96%      | Amarante             | Piauí              |
| 25111  | Paes Landim                 | PFL     | 17.256  | 1,93%      | São João do Piauí    | Piauí              |
| 25136  | Kennedy Barros              | PFL     | 16.936  | 1,90%      | Picos                | Piauí              |
| 15110  | Chico Filho                 | PMDB    | 16.575  | 1,86%      | Floriano             | Piauí              |
| 45101  | Wilson Martins              | PSDB    | 14.513  | 1,63%      | Santa Cruz do Piauí  | Piauí              |
| 11166  | Tadeu Maia                  | PPR     | 14.429  | 1,62%      | Itainópolis          | Piauí              |
| 25107  | Bona Medeiros               | PFL     | 14.328  | 1,61%      | União                | Piauí              |
| 25126  | Humberto Silveira           | PFL     | 13.973  | 1,57%      | Jaicós               | Piauí              |
| 15199  | Warton Santos               | PMDB    | 13.868  | 1,55%      | Picos                | Piauí              |
| 15166  | Bona Carboreto              | PMDB    | 13.751  | 1,54%      | Campo Maior          | Piauí              |
| 15101  | Kleber Eulálio              | PMDB    | 13.610  | 1,53%      | Teresina             | Piauí              |
| 15115  | Manin Rego                  | PMDB    | 13.522  | 1,52%      | Barras               | Piauí              |
| 13111  | Wellington Dias             | PT      | 13.140  | 1,47%      | Oeiras               | Piauí              |
| 13131  | Olavo Rebelo                | PT      | 5.507   | 0,62%      | Esperantina          | Piauí              |